# هندبال در المپیک تابستانی ۲۰۰۸
هندبال در بازی‌های المپیک تابستانی ۲۰۰۸ نام رویداد ورزش هندبال در بازی‌های المپیک تابستانی بود که در سال ۲۰۰۸ برگزار شد. در این مسابقات ۲۴ تیم حضور داشت که در ۲ سالن در شهر میزبان مسابقات برگزار شد و زمان برگزاری مسابقات ۹ تا ۲۴ اوت بود.